# FC Zbrojovka Brno
FC Zbrojovka Brno je češki nogometni klub iz grada Brna. Trenutačno se natječe u drugoj češkoj nogometnoj ligi.

## Vanjske poveznice
- Službene stranice